# Премия Президента Российской Федерации в области науки и инноваций для молодых учёных
Премия Президента Российской Федерации в области науки и инноваций для молодых учёных — ежегодная премия, учреждённая Указом президента России Дмитрия Медведева 30 июля 2008 года. Премия президента Российской Федерации в области науки и инноваций для молодых учёных является высшим признанием заслуг молодых учёных и специалистов перед обществом и государством. Ежегодно присуждаются четыре премии президента Российской Федерации. Премия президента Российской Федерации присуждается за результаты научных исследований, внесших значительный вклад в развитие естественных, технических и гуманитарных наук, а также за разработку образцов новой техники и прогрессивных технологий, обеспечивающих инновационное развитие экономики, социальной сферы и укрепление обороноспособности страны.

## 2008 год
Премией в первый год были награждены:
- Евгений Ачкасов — за разработку и внедрение в клиническую практику инновационных методов диагностики и лечения заболеваний поджелудочной железы;
- Сергей Кривовичев — за фундаментальный вклад в развитие структурной минералогии и кристаллохимии материалов;
- Александр Кузнецов — за крупные научные достижения в области алгебраической геометрии;
- Михаил Ревнивцев — за научные исследования, которые внесли существенный вклад в понимание природы галактических и внегалактических источников рентгеновского излучения.

## 2009 год
Премия за 2009 год вместе с почётными знаками, дипломами и удостоверениями к почётным знакам вручались Дмитрием Медведевым 8 февраля 2010 года в Екатерининском зале Кремля.
Согласно Указу президента РФ «О присуждении премий Президента Российской Федерации в области науки и инноваций для молодых учёных за 2009 год» от 5 февраля 2010 года, лауреатами признаны:
- Павел Белов — за результаты исследований в области физики метаматериалов и разработку устройств передачи и обработки изображений со сверхразрешением;
- Алексей Бобровский — за крупные научные достижения по созданию многофункциональных фотохромных жидкокристаллических полимеров (для информационных технологий);
- Алексей Князев — за разработку и опытно-промышленное освоение технологии производства глиоксаля с применением наноструктурированных катализаторов нового поколения;
- Екатерина Шишацкая — за исследования по разработке технологий получения биоразрушаемого полимера биопластотана и создание научных основ для их применения в медицинской практике.

## 2010 год
Премией за 2010 год были награждены:
- Николай Андреев — за высокие результаты в создании инновационных образовательных технологий, популяризации и распространении научных знаний;
- Дмитрий Горбунов — за цикл работ в области физики элементарных частиц и фундаментальных проблем эволюции Вселенной;
- Денис Гращенков, Наталья Уварова, Елизавета Симоненко — за создание высокотемпературных керамических композитов нового поколения для перспективных силовых установок и гиперзвуковых летательных аппаратов;
- Максим Мокроусов, Антон Санин — за разработку уникального космического нейтронного детектора ЛЕНД и получение с его помощью новых результатов в изучении Луны.

## 2011 год
Премией за 2011 год были награждены:
- Александр Благов — за разработку научных основ создания перестраиваемой рентгеновской оптики для нового класса исследовательских приборов;
- Павел Ковалёв, Виктор Орлов — за создание технологий производства высокопрочных хладостойких сталей для добычи и транспортировки углеводородов в сложных природных условиях;
- Владимир Комлев — за результаты исследований по созданию биосовместимых керамических и композиционных материалов для новых медицинских технологий восстановления костных тканей;
- Андрей Райгородский — за крупные достижения в ряде разделов дискретной математики и их практическое применение в сфере информационных технологий.

## 2012 год
Премию президента Российской Федерации за 2012 год получили:
- Надежда Бокач — за достижения в развитии современных методов органического синтеза с участием металлов платиновой группы;
- Фёдор Игнатов и Корнелий Тодышев — за прецизионное исследование свойств элементарных частиц на встречных электрон-позитронных пучках;
- Андрей Усачёв — за вклад в изучение древнерусской книжности XVI века;
- Дмитрий Чудаков — за создание генетически кодируемых флуоресцентных маркеров для визуализации объектов и процессов в биомедицинских исследованиях.

## 2013 год
Премией за 2013 год награждены:
- Наталья Баурова — за разработку прогрессивных технологий диагностирования металлоконструкций с использованием интеллектуальных материалов;
- Андрей Горобец и Александр Давыдов — за цикл работ по созданию алгоритмов и программного обеспечения для высокопроизводительных расчётов на современных и перспективных суперкомпьютерах;
- Владимир Новиков — за достижения в области защиты специальных информационно-вычислительных комплексов и систем;
- Алексей Полилов — за результаты исследований строения и пределов миниатюризации мельчайших многоклеточных живых организмов.

## 2014 год
Премией за 2014 год награждены:
- Ирина Диденкулова — за разработку физико-математических моделей морских природных катастроф в прибрежной зоне;
- Александра Калашникова — за вклад в развитие физики сверхбыстрых магнитных явлений и методов сверхбыстрого управления магнитным состоянием вещества;
- Никита Кузнецов — за достижения в области изучения молекулярно-кинетических механизмов сохранения генетической информации в живых организмах;
- Алексей Шатихин, Виталий Даниленко и Георгий Васильев — за участие в создании комплекса средств автоматизации и управления и средств подготовки полётных заданий ракетного комплекса сухопутных войск «Искандер-М».

## 2015 год
Премией за 2015 год награждены:
- Дмитрий Копчук — за разработку новых люминесцентных и функциональных материалов для молекулярных устройств различного назначения;
- Екатерина Прошкина — за вклад в развитие генетики продолжительности жизни и старения;
- Владимир Стегайлов — за цикл работ по суперкомпьютерному многомасштабному моделированию материалов в экстремальных состояниях.

## 2016 год
Премией за 2016 год награждены:
- Дмитрий Блау, Елена Лущевская и Станислав Пославский — за исследования кварк-глюонной плазмы с использованием мегаустановок и создание основ новой высокопроизводительной системы компьютерной алгебры, ориентированной на проведение расчётов в области физики высоких энергий[11];
- Александр Гайфуллин — за решение фундаментальных задач теории изгибаемых многогранников, создающее основы для развития робототехники а также имеющее большое теоретическое значение[12]
- Алексей Дмитриев, Анна Кудрявцева — за расшифровку новых механизмов, лежащих в основе возникновения и развития специфического метаболизма злокачественных эпителиальных опухолей[13];
- Илья Романченко — за разработку гиромагнитных генераторов сверхмощных радиоимпульсов, способствующих защите от террористических угроз и развитию биомедицинских технологий[14].

## 2017 год
Премией за 2017 год награждены:
- Никита Башнин — за вклад в изучение церковно-государственных отношений, монастырского строительства и публикацию исторических источников XV—XIX веков;
- Константин Кох — за развитие методов получения халькогенидных соединений и создание функциональных кристаллов для высокотехнологичных устройств;
- Максим Никитин — за разработку «умных» наноматериалов нового поколения для биомедицинского применения и развитие фундаментальных основ автономных биомолекулярных вычислительных систем для тераностики.

## 2018 год
Премией за 2018 год награждены:
- Евгений Горлов и Виктор Жарков — за разработку и реализацию лидарного метода дистанционного обнаружения взрывчатых веществ;
- Екатерина Гризанова — за открытие новых механизмов устойчивости насекомых — вредителей сельского и лесного хозяйства к биоинсектицидам на основе бактерий Bacillus thuringiensis;
- Вячеслав Дячук — за открытие новых механизмов развития нервных систем беспозвоночных и позвоночных животных;
- Иван Оселедец — за создание прорывных вычислительных технологий решения многомерных задач физики, химии, биологии, анализа данных на основе тензорных разложений.

## 2019 год
Премией за 2019 год награждены:
- Александр Веракса — за лонгитюдное кросс-культурное исследование когнитивного развития детей дошкольного и школьного возраста;
- Сергей Макаров — за разработку новой платформы для наноразмерных оптических устройств на базе полупроводниковой нанофотоники;
- Марина Ширманова — за достижения в изучении онкологических процессов методами флуоресцентного биоимиджинга in vivo.

## 2020 год
Премией за 2020 год награждены:
- Кирилл Антонец и Антон Нижников — за открытие амилоидных белков у растений и симбиотических бактерий, объяснение их функционального значения;
- Евгения Долгова, Екатерина Поттер и Анастасия Проскурина — за формирование новой идеологии в лечении пациентов со злокачественными опухолями, основанной на скоординированном по времени действии инновационных препаратов нуклеиновых кислот и кросслинкирующих цитостатиков;
- Владимир Максименко — за разработку инвазивных и неинвазивных интерфейсов «мозг-компьютер» для контроля нормальной и патологической активности мозга.
- Евгений Хайдуков — за фундаментальные исследования антистоксовых нанокристаллов и создание передовых технологий на их платформе.

## 2021 год
Премией за 2021 год награждены:
- Александра Дубровина — за развитие новых подходов для индукции РНК-интерференции и направленной регуляции работы генов растений;
- Арсений Кубряков — за достижения в исследовании динамики океанических процессов и их воздействия на биологические характеристики морских экосистем;
- Леонид Скрипников — за цикл работ по развитию теории электронной структуры соединений тяжелых элементов для поиска новой физики и исследования структуры ядра;
- Михаил Конюхов — за разработку образца новой техники, обеспечивающего укрепление обороноспособности страны.

## 2022 год
Премией за 2022 год награждены:
- Ирек Мухаматдинов — за разработку катализаторов акватермолиза для повышения нефтеотдачи пластов;
- Александр Осадчиев — за достижения в исследовании океанологических процессов в морях российской Арктики, имеющие важное значение для обеспечения хозяйственной деятельности в акватории Северного морского пути;
- Ирина Тимофеева и Андрей Шишов — за разработку материалов и методов для инструментального химического анализа промышленных, природных и биомедицинских объектов;
- Иван Фисенко — за разработку технологии испытаний сложных технических устройств, обеспечивающей укрепление обороноспособности страны.

## 2023 год
Премией за 2023 год награждены:
- Георгий Гогаев — за комплекс работ, обеспечивающий укрепление обороноспособности страны[24];
- Сусанна Гордлеева — за разработку моделей и технологий нейроморфного искусственного интеллекта на основе биофизических нейрон-астроцитарных сетевых моделей для мемристивной электроники;
- Сергей Павлушин — за открытие новых механизмов регуляции вспышек массового размножения насекомых — вредителей сельского и лесного хозяйства: от теории к практике;
- Ольга Якубович — за развитие изотопно-геохимического метода как эффективного инструмента для поиска месторождений стратегически значимых металлов — золота и платины[25].

## 2024 год
Премией за 2024 год награждены:
- Елена Корочкина — за разработку инновационных методов эффективной реализации генетического и репродуктивного потенциала животноводства в России;
- Вадим Попков и Кирилл Мартинсон — за разработку и внедрение технологии получения многокомпонентных ферритов и создание керамических изделий на их основе для решения задач импортозамещения и опережающего развития в области СВЧ-радиоэлектроники;
- Наталья Черкашина — за создание высокоэффективных радиационно-защитных композитов для обеспечения безопасности космонавтов и радиоэлектронных средств космических аппаратов[27].